# Section 301
La section 301 de la loi sur le commerce extérieur des États-Unis de 1974, permet au Bureau du représentant américain au commerce de prendre des mesures contre les politiques commerciales de pays étrangers, à la demande du président des États-Unis. 

## Histoire
La section 301 est promulgué en 1974, elle est complétée en 1988, par la Super 301 qui renforce les pouvoirs du représentant américain au commerce.
En 1997 et 1998, lors du conflit de la banane avec l'Union européenne, les États-Unis menacent d'utiliser la section 301,.
En 1999, ce dispositif législatif est remis en question par les partenaires commerciaux des États-Unis. L'Organe de règlement des différends de l'OMC est saisie en mars 1999 par l'Union européenne, car elle pense que la section 301 est incompatible avec les règles de l'OMC. Cependant le panel de l'Organe de règlement des différends a conclu que la section 301 n'était pas incompatible en soi avec l'OMC, mais que son utilisation ne pouvait être faite qu'en conformité avec les sanctions émises au sein de l'OMC,. 
En 2017, les États-Unis ouvrent une enquête permettant l'application de la section 301, contre la Chine, ce qui donnera lieu à un conflit commercial de grande ampleur entre les deux puissances.